# Une nouvelle amie
Une nouvelle amie (en español Una nueva amiga, internacionalmente The New Girlfriend) es una película dirigida por el director francés François Ozon.
Basada en el relato corto Su nueva amiga escrita por Ruth Rendell la cinta se estrenó en 2014 y participó en numerosos festivales de cine como Toronto (Canadá), San Sebastián (España), Zúrich (Suiza) o Londres (Reino Unido).
La película obtuvo 2 nominaciones a los Premios César, en las categorías de mejor actor (Romain Duris) y diseño de vestuario (Pascaline Chavanne), y se alzó con el Premio Sebastiane del Festival de Cine de San Sebastián.

## Sinopsis

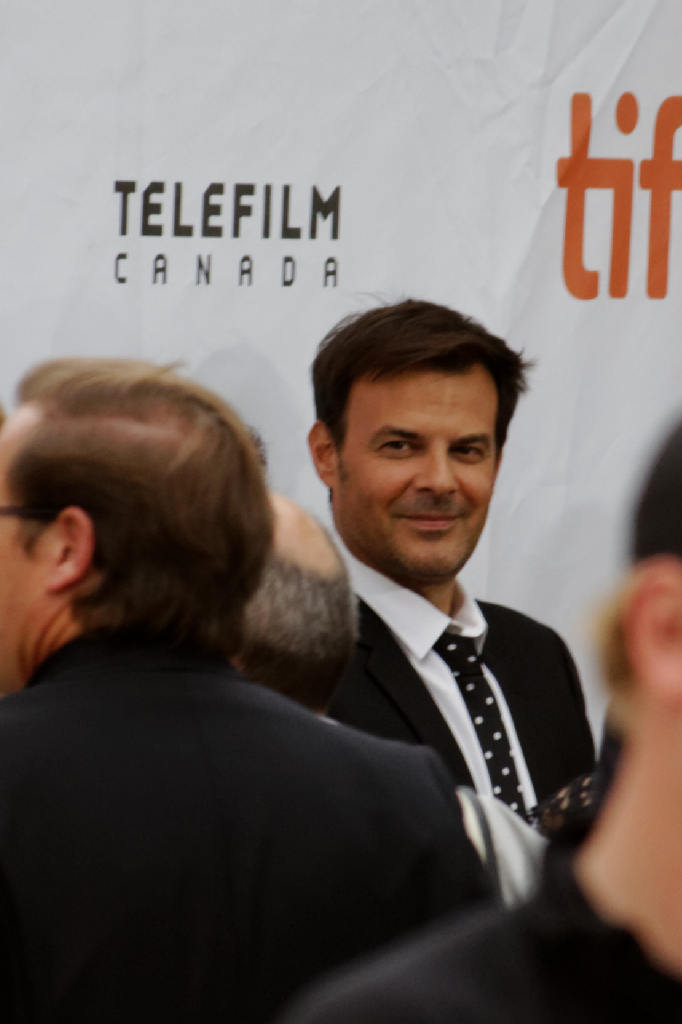
François Ozon durante la presentación de la película en Toronto (Canadá)

Claire y Laura son dos amigas desde la infancia que durante 20 años han logrado forjar una estrecha amistad. Ambas han contraído matrimonio y una de ellas tiene un bebé. Al poco tiempo la madre enferma gravemente y le hace prometer a su amiga que, cuando ella falte, cuidará del bebé y de su marido. 
Después de su muerte Claire decide visitar a David, el viudo de Laura, y al bebé pero se encuentra con una tremenda sorpresa.

“Es verdad que a los dos (Pedro Almodóvar) nos gusta el travestismo y nos han influido el mismo tipo de películas: el cine de Hollywood de los años 40, pero él es muy español y yo muy francés. En esta película, lo que más me ha influido son películas como Vértigo, de Alfred Hitchcock, y las películas mexicanas de los años 50 de Luis Buñuel”.
François Ozón (RTVE, 2014) 

## Reparto
- Romain Duris - David / Virginia
- Anaïs Demoustier - Claire
- Raphaël Personnaz - Gilles
- Isild Le Besco - Laura
- Aurore Clément - Liz, madre de Laura
- Jean-Claude Bolle-Reddat - Robert, padre de Laura
- Bruno Pérard - Eva Carlton
- Claudine Chatel - La nounou
- Anita Gillier - Enfermera
- Alex Fondja - Aide-soignant
- Zita Hanrot - Serveuse restaurant
- Pierre Fabiani - Hombre en el Salón de Té

## Premios y nominaciones
| Año  | Categoría         | Resultado |
| ---- | ----------------- | --------- |
| 2014 | Premio Sebastiane | Ganador   |

| Año  | Categoría       | Nominado           | Resultado |
| ---- | --------------- | ------------------ | --------- |
| 2015 | Mejor actor     | Romain Duris       | Nominado  |
| 2015 | Mejor vestuario | Pascaline Chavanne | Nominada  |

| Año  | Categoría                           | Nominado     | Resultado |
| ---- | ----------------------------------- | ------------ | --------- |
| 2015 | Anexo:Premio Lumière al mejor actor | Romain Duris | Nominado  |